# Phoniocercus
Genre
Phoniocercus est un genre de scorpions de la famille des Bothriuridae.

## Distribution
Les espèces de ce genre sont endémiques du Chili.

## Liste des espèces
Selon The Scorpion Files (18/04/2020) :
- Phoniocercus pictus Pocock, 1893
- Phoniocercus sanmartini Cekalovic, 1968

## Publication originale
- Pocock, 1893 : A contribution to the study of neotropical scorpions. Annals and Magazine of Natural History, sér. 6, vol. 12, p. 77–103 (texte intégral).